# Bad Ischl
Bad Ischl is een gemeente in de Oostenrijkse deelstaat Opper-Oostenrijk, gelegen in het district Gmunden. De gemeente heeft ongeveer 14.100 inwoners.

## Geografie
Bad Ischl heeft een oppervlakte van 162,85 km². Het ligt in het centrum van het land. De gemeente ligt in het zuiden van de deelstaat Opper-Oostenrijk, niet ver van de deelstaten Stiermarken en Salzburg.
Het kuuroord Bad Ischl is wereldvermaard. De Oostenrijks-Hongaarse keizer Franz Jozef I en zijn echtgenote Elisabeth van Oostenrijk-Hongarije kwamen hier regelmatig kuren. Ook de adel en de rijken kwamen zich hier te goed doen aan de lucht en de kuurbaden. Ook nu nog wordt het mondaine kuuroord druk bezocht.
In deze plaats bevindt zich Station Bad Ischl.

## Musea
- Lehár Villa, gewijd aan de componist Franz Lehár, met ernaast een heemkundig museum
- Marmorschlössl, zomerresidentie van Keizerin Sisi
- Museum der Stadt Bad Ischl: im ehemaligen Hotel Austria
- Museum Fahrzeug-Technik-Luftfahrt
- Freilichtmuseum Ischlerbahn
- Haenel-Pancera-Familienmuseum

## Geboren
- Helmut Berger (1944-2023), acteur
- Wolfgang Loitzl (1980), schansspringer
- Andrea Limbacher (1989), freestyleskiester
- Sarah Zadrazil (1993), voetbalster

## Overleden
- Corrie Laddé (1915-1996), zwemster

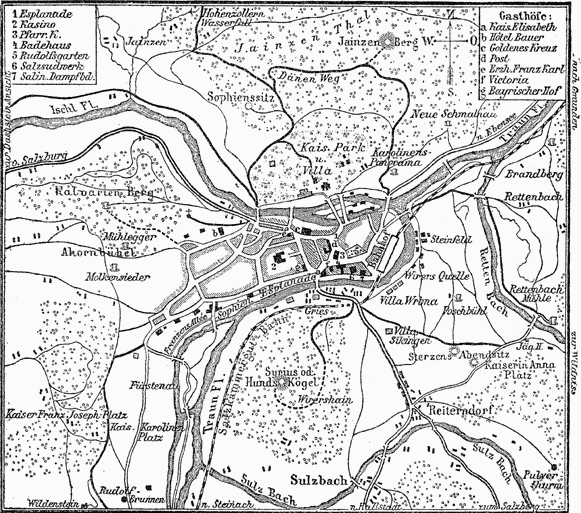
Historische kaart van Ischl (1888)

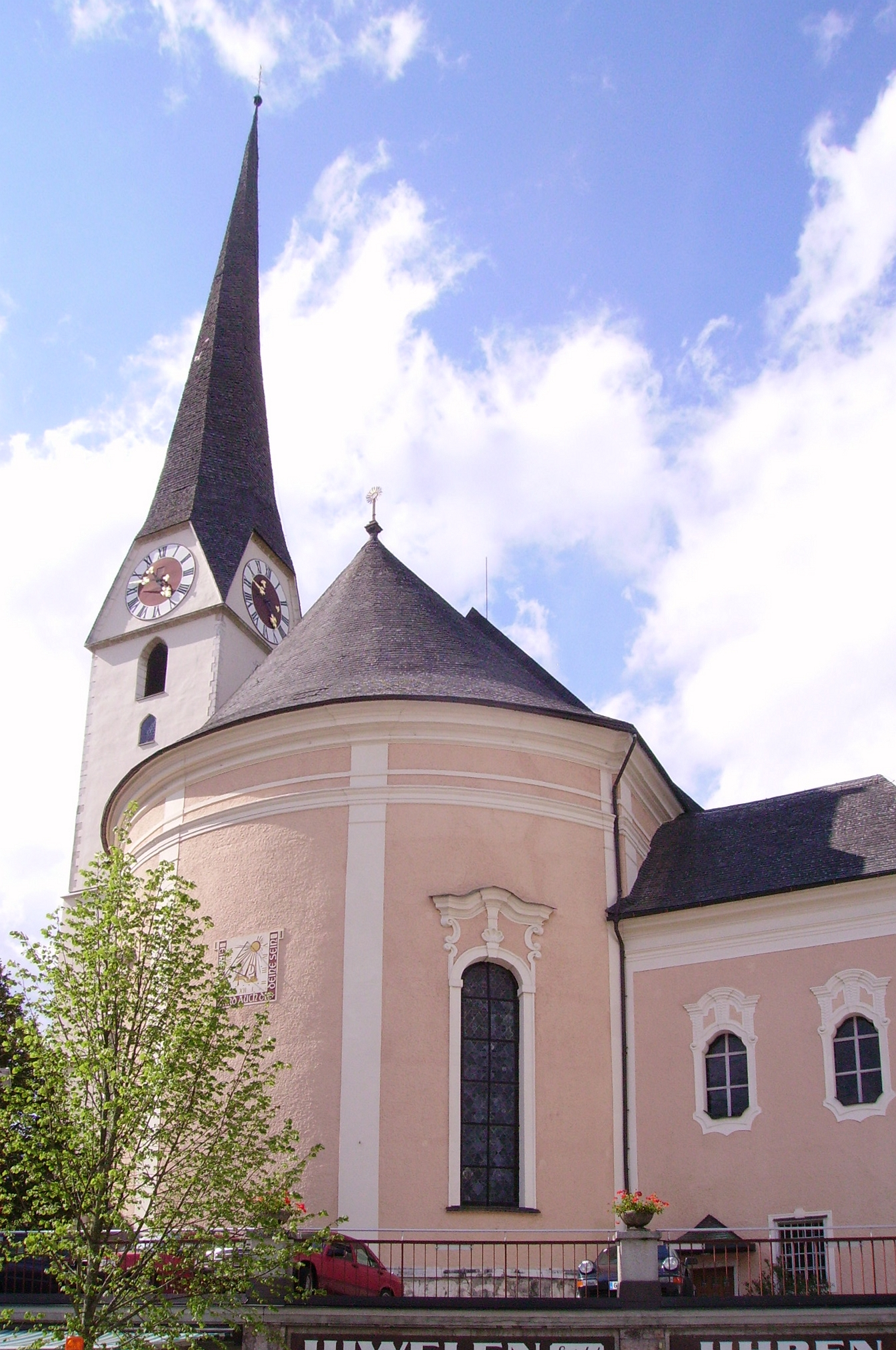
De gedraaide toren van de Sint-Nicolaaskerk
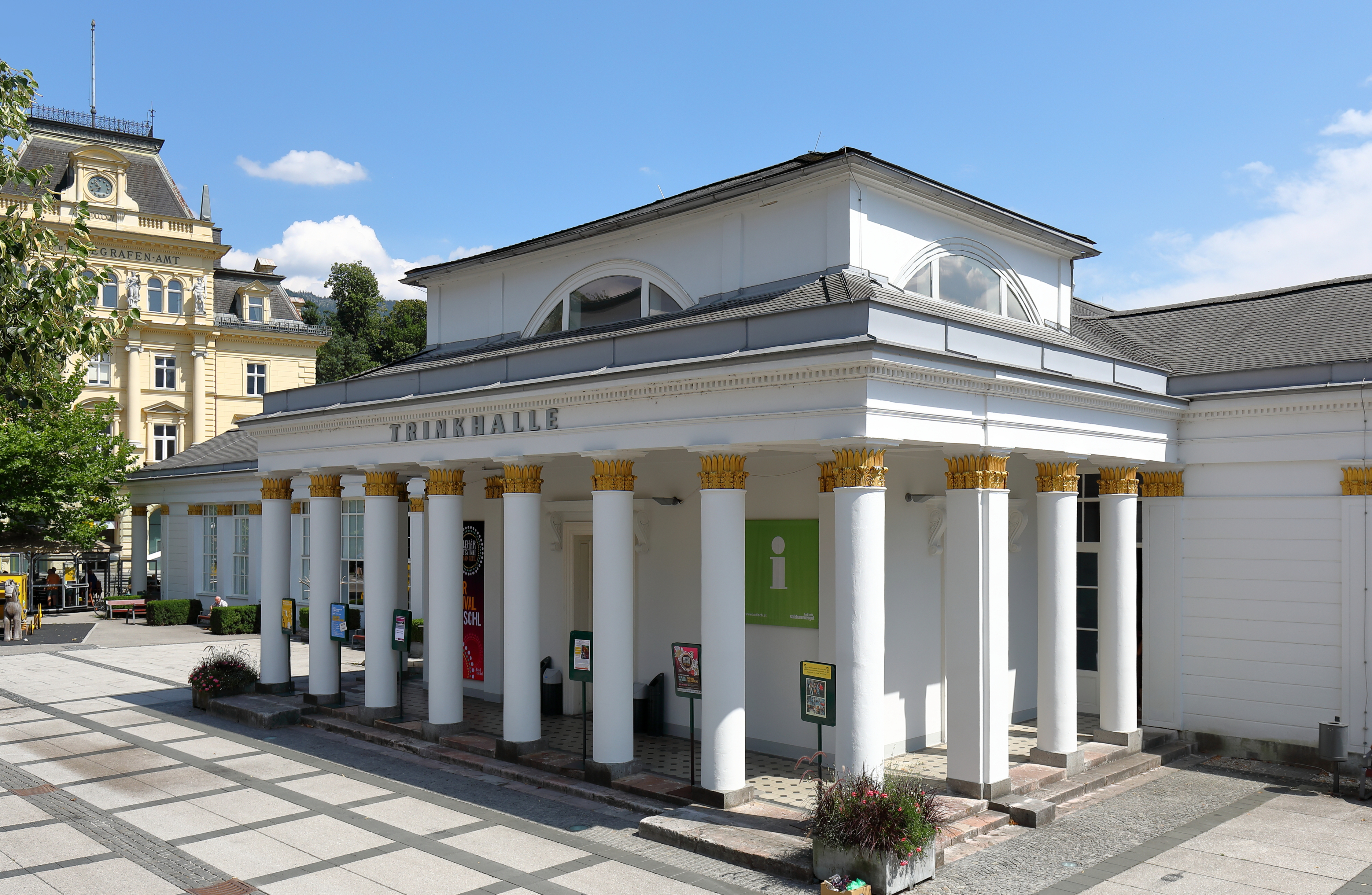
De Trinkhalle
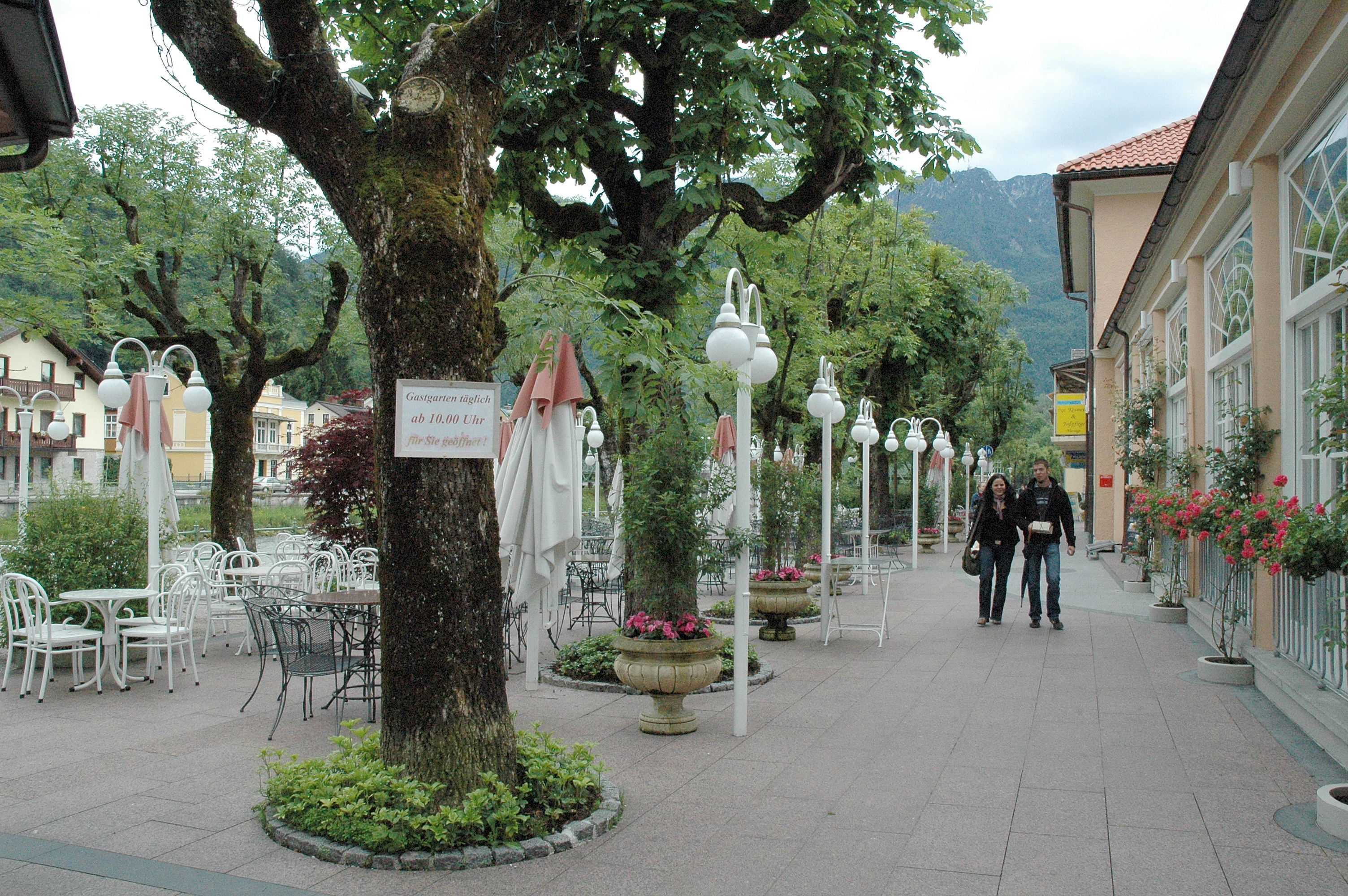
Sophiens Esplanade
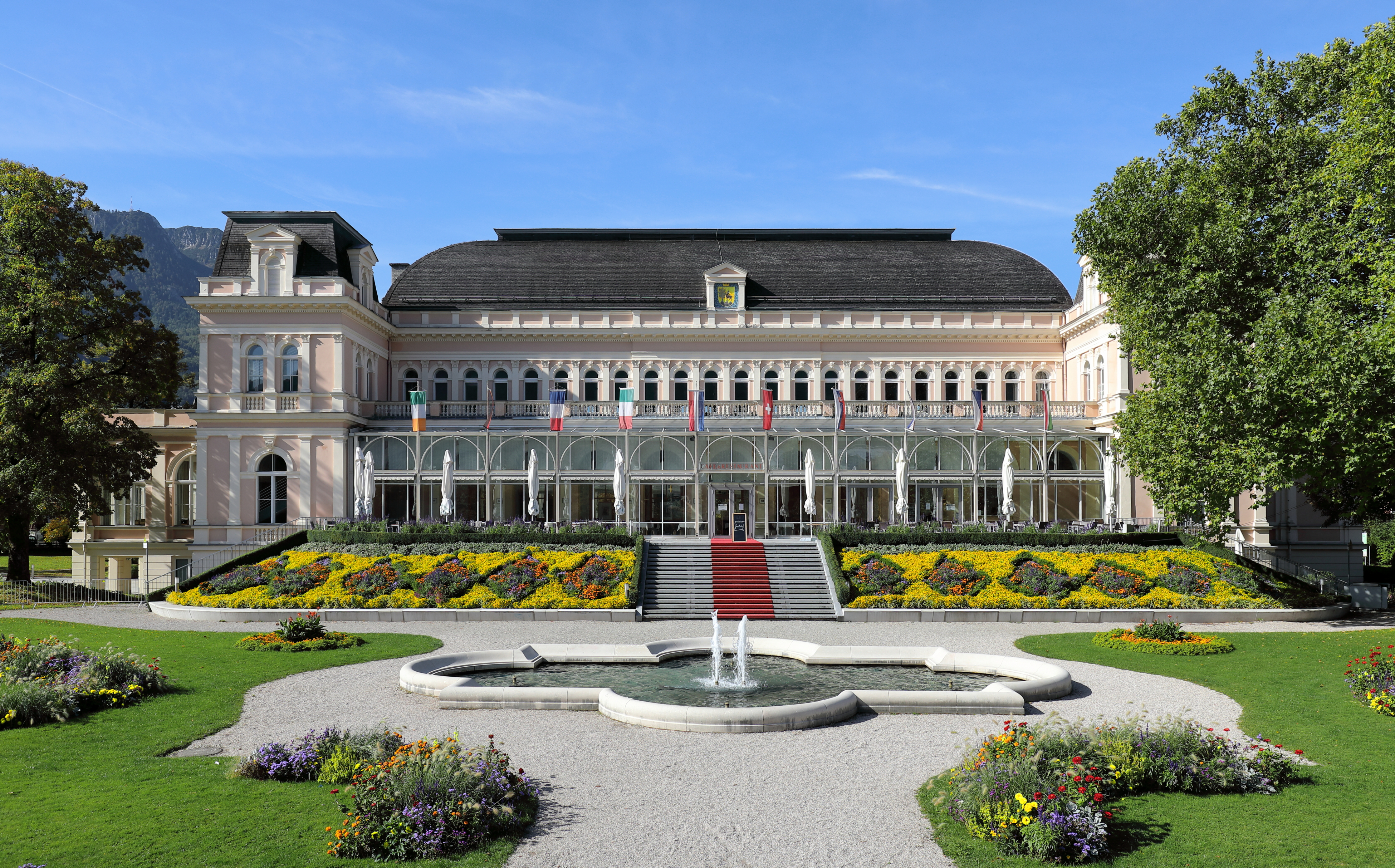
Congrescentrum
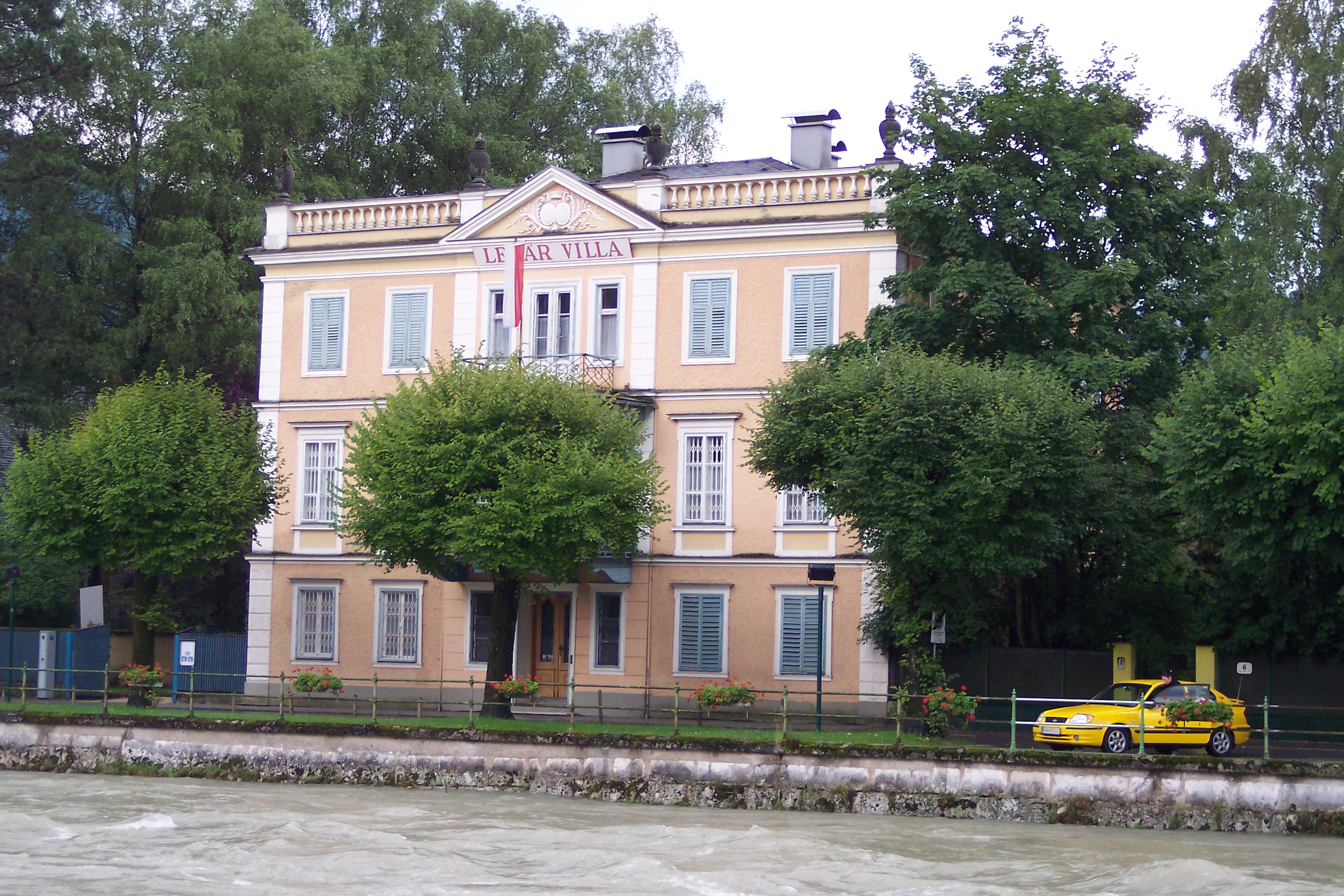
De Lehár Villa
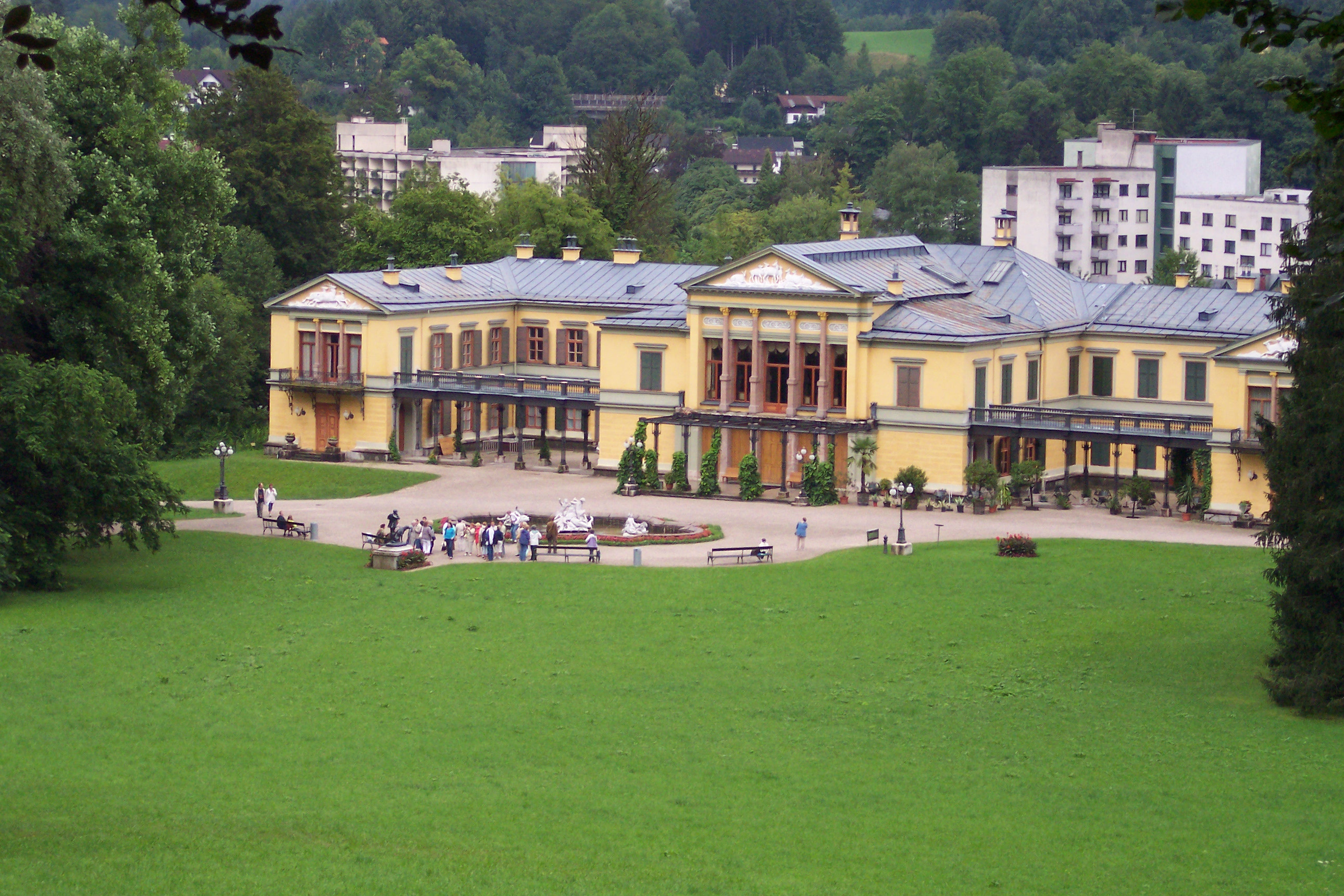
De Kaiservilla in Bad Ischl
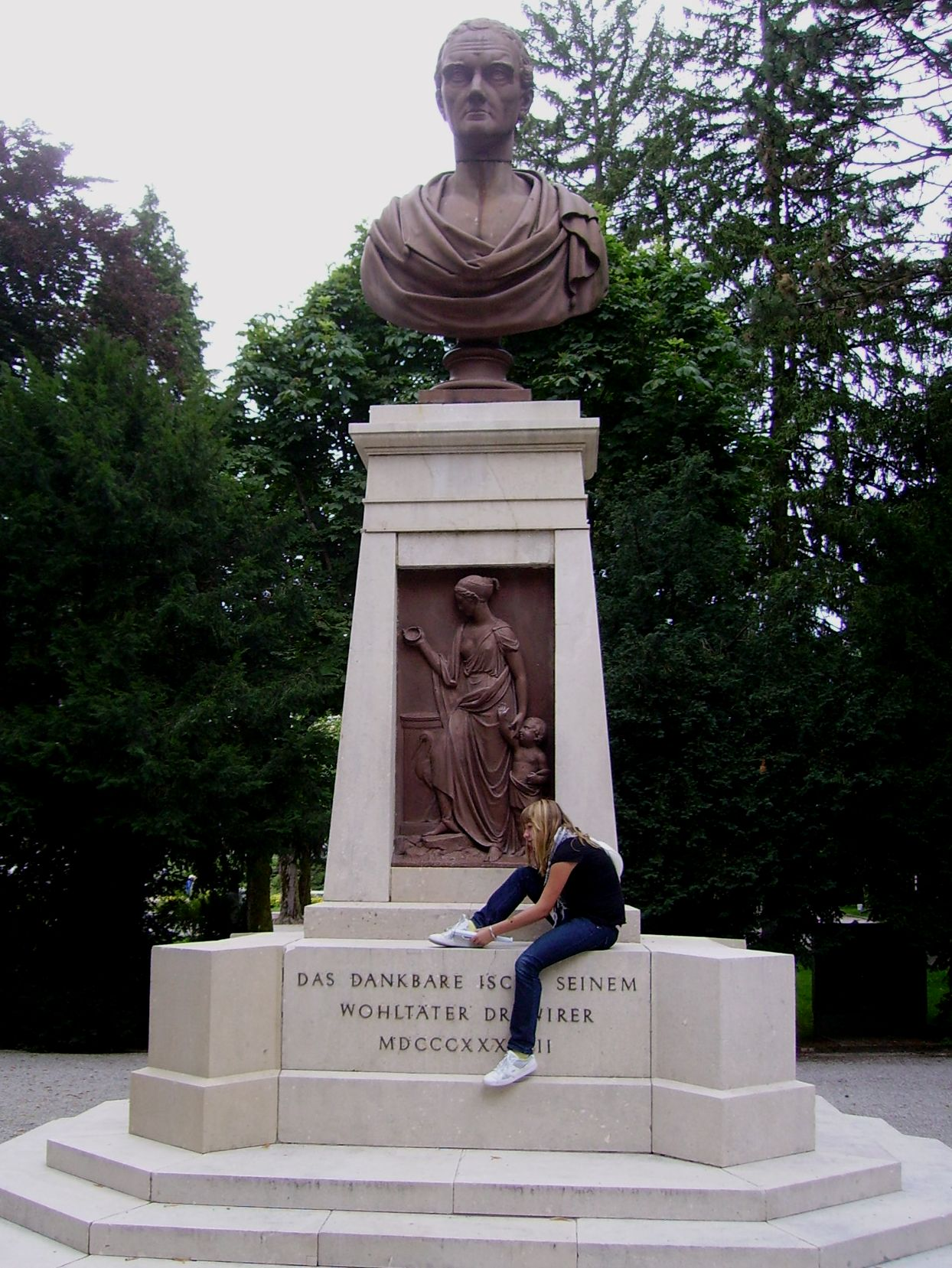
Dr. Franz Wirer-monument, 1839
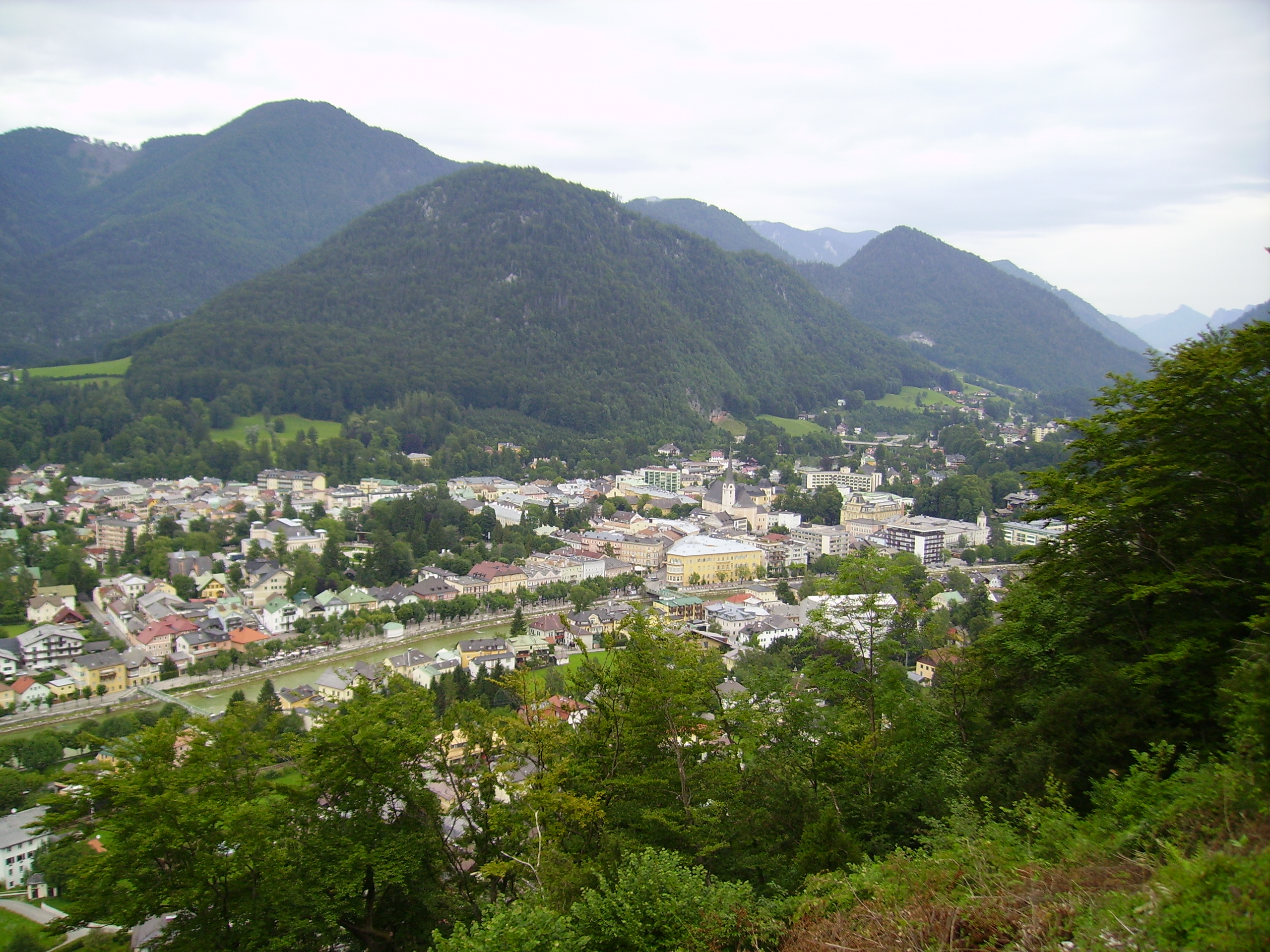
Bad Ischl gezien vanaf de Siriuskogl

Altmünster · Bad Goisern am Hallstättersee · Bad Ischl · Ebensee am Traunsee · Gmunden · Gosau · Grünau im Almtal · Gschwandt · Hallstatt · Kirchham · Laakirchen · Obertraun · Ohlsdorf · Pinsdorf · Roitham am Traunfall · St. Konrad · St. Wolfgang im Salzkammergut · Scharnstein · Traunkirchen · Vorchdorf
- Biblioteca Nacional de España: XX5746977
- Gemeinsame Normdatei: 4027718-5
- Library of Congress Control Number: n84128815
- MusicBrainz: 701000a9-5f26-44ff-aec1-4fd3baf797c4
- Nationale Bibliotheek van Tsjechië: ge397044
- Nationale Bibliotheek van Israël: 987007567019005171
- Virtual International Authority File: 138426383
- WorldCat: E39PBJkpb6JJXGTrC9pQ7x6Yfq